# مارتن جيبس
مارتن جيبس (بالفرنسية: Martin Gibbs)‏ هو عالم كيمياء حيوية فرنسي، ولد في 1 نوفمبر 1922 في فيلادلفيا في الولايات المتحدة، وتوفي في 24 يوليو 2006.